# 弗勒呂斯戰役 (1690年)
弗勒呂斯戰役（法語：Bataille de Fleurus）是一場大同盟戰爭初期於西屬尼德蘭弗勒呂斯爆發的會戰，由卢森堡公爵指揮的法軍使用鉗形作戰擊潰瓦爾德克親王指揮的聯軍。這場輝煌的戰術勝利後，路易十四下令盧森堡公爵前往萊茵河支援王太子的部隊，而聯軍則撤退至布魯塞爾重組部隊。

## 背景
1690年，大同盟戰爭雙方的主要作戰區域從萊茵蘭轉移至西屬尼德蘭。法軍部隊的指揮權轉交給才華洋溢的卢森堡公爵，他在接下來的戰鬥中一直是法軍的總指揮，直到他過世為止。盧森堡的部隊由34個營和94個中隊組成，在必要時他還能得到位於摩澤爾河的布夫萊元帥部隊的支援。
威廉三世此時再度將該地區的盟軍指揮權給與瓦爾德克親王，而他本人此時正在愛爾蘭與詹姆斯二世的軍隊交戰。在其他戰區，杜弗爾元帥的法軍在莱茵兰地區與該地聯軍指揮官巴伐利亞選帝侯對峙，卡提納元帥率領的部隊在多菲内和薩伏依公爵交戰，诺瓦耶元帥率領的部隊駐守在加泰罗尼亚邊境。

## 序幕
瓦爾德克親王曾希望延緩交戰的時間，以讓勃蘭登堡選帝侯的部隊移至摩澤爾河並牽制布夫萊元帥的部隊。但卢森堡公爵的機動作戰成功使布夫萊得以從桑布尔河與默兹河中間經過。與此同時，瓦爾德克離開他在蒂嫩的集結點，向瓦夫爾進軍。在分散部隊尋求補給後，聯軍於6月8日在热纳普重新集結。
6月中旬，盧森堡分裂了他的部隊，留下些許部隊在利斯河與斯海尔德河一線，主力部隊則離開丹泽向南進軍，於6月23日從热蒙跨過桑布爾河，同時還得到了來自布夫萊的增援。盧森堡的部隊繼續行進，於6月27日在布叙紮營。
隨著盧森堡在蒙斯和沙勒罗瓦区以南進行機動，瓦爾德克於6月28日將營地轉移至尼維爾和皮頓之間。同一天晚上，盧森堡親自率領一支來自热尔皮讷的分隊，以在哈姆建立跨越桑布爾河的據點。聯軍在弗鲁瓦蒙的要塞陣地在法軍大砲過河後很快就投降了，法國龍騎兵同時佔領一個在盧森堡的部隊靠近時就被放棄的要塞。在橋頭堡安全後，剩餘的法軍部隊（除了遺留在哈姆的沈重行李）於6月30日跨過桑布尔河。
瓦爾達爾親王撤營並向法軍橋頭堡移動。法國和荷蘭派出騎兵偵查該地區，並在弗勒吕斯附近發生一次優柔寡斷的交戰。法軍騎兵在晚上撤退至韋蘭，加入剩餘的部隊，此時法軍僅距離聯軍約3公里。

## 戰鬥

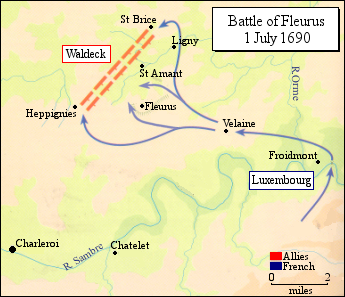
卢森堡公爵分散他的部隊並攻擊聯軍的兩翼

7月1日早上，卢森堡公爵率領部隊向弗勒呂斯前進。瓦爾德克已經將他的部隊在高地部署成兩條慣用的戰線。聯軍的前線被溪流所覆蓋，其高聳的河岸導致幾乎不可能被正面攻擊。 盧森堡決定分兵攻擊聯軍的兩翼，這是一個非常大膽的計畫，需要極高的保密和欺騙性。法軍第一線的縱隊分裂並佔據弗勒呂斯和赫皮尼（Heppignies）之間的位置，同時一些部隊往聖阿曼（St Amant）移動。法軍右翼的兩個縱隊向北轉向穿過奧姆河，他們的通道被樹璃和小麥田覆蓋，並被法軍騎兵掩護。40門大砲被部署在靠近聖阿曼的堡壘，另外30門則部署在堡壘和弗勒呂斯中間。

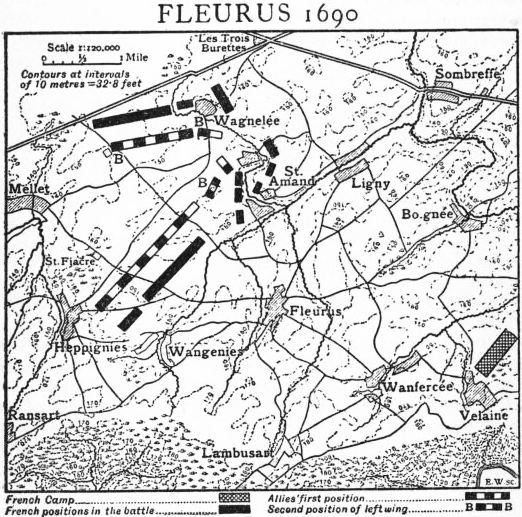
1690年的弗勒呂斯戰役，來自於1991年大英百科全書

瓦爾德克並沒有注意到盧森堡已經包圍了他的側翼。如果聯軍指揮官注意到盧森堡已經分散他的部隊成兩部分，他也許能夠在法軍右翼部署完成前，擊垮孤立的法軍左翼。 由盧森堡親自率領的法軍右翼到達定點後，法軍火炮於約10點時開火，對聯軍步兵造成慘痛的打擊。由古爾奈伯爵讓·克里斯多夫率領的法軍左翼，發起了騎兵衝鋒。但他在衝鋒時戰死，他的死亡和荷蘭步兵的齊射，導致法軍騎兵撤回弗勒呂斯進行重整。
同時在法國右翼的騎兵衝鋒取得了大成功，將荷蘭騎兵趕回陣地，此時瓦爾德克發現他的部隊已經被包圍了。在這危急時刻，瓦爾德克緊急命令荷蘭步兵組成空心方阵，此舉成功阻礙了法軍騎兵的進攻，法軍步兵也未能打破方陣。盧森堡注意到近一步的進攻沒有意義，選擇用繳獲的敵軍大砲砲擊荷蘭步兵。出乎盧森堡的意料，僅管荷蘭步兵傷亡慘重，卻沒有崩潰的跡象。盧森堡的一位副官不忍看到傷亡繼續增長，試圖說服荷蘭人投降。盧森堡在戰後寫給盧福瓦侯爵的信中提到：『他告訴荷蘭人他們已經完全被包圍了，投降後將會被釋放。但荷蘭部隊向他說：「離開，我們不需要任何東西，我們足以捍衛自己。」』
隨後是頑固的後衛行動。瓦爾德克親王將部隊以中隊形式向梅萊特移動，然後從那裡前往布鲁塞尔，後方的荷蘭營則不斷與法軍前鋒交戰。在重重掩護下，聯軍剩餘部隊離開了戰場，而亨德里克·卡西米尔二世領導的右翼部隊則轉移至沙勒罗瓦。

## 後果
弗勒呂斯戰役以法國的完勝告終，但對戰局影響不大。法國戰爭部長盧福瓦侯爵想命令盧森堡立刻圍攻那慕爾和沙勒罗瓦，但路易十四因擔心太子在萊茵地區的部隊，命令盧森堡撤出部分部隊並放棄大規模圍城。盧福瓦反對，但路易十四想確保他兒子的部隊並不會發生任何「不愉快」的事。 儘管如此，盧森堡依然獲取了布鲁塞尔以東的大部分領土。
瓦爾德克最終撤退至布魯塞爾，他傷亡慘重的部隊被該地的堡壘駐軍替換。 加斯塔尼亞加侯爵指揮的西班牙部隊加入了盟軍的大部隊，而蒂利伯爵來自列日和勃兰登堡的部隊也在7月22日抵達。勃蘭登堡選地侯的部隊於8月2日與瓦爾德克合併，使聯軍達到55,000人。集結完部隊後，聯軍隨後進軍至热纳普，接著於8月7日推進至尼維爾。
該年在西屬尼德蘭剩餘戰事相對平靜。布夫萊暫時將他的部隊與盧森堡合併，但在8月下旬他回到了桑布爾河與默茲河中間的區域。在經歷一系列小衝突後，法軍與聯軍於10月回到冬季營地，卢森堡公爵小心地將其部隊置於敵軍領土，而聯軍營地則在馬斯垂克附近。聯軍中的漢諾威人回到了家鄉，而來自勃蘭登堡和呂訥堡的部隊則在西屬尼德蘭的堡壘中過冬。

## 註腳
1. ↑  Castex 2012，第227頁.
2. 1 2  Lynn 2002，第207頁.
3. ↑  Périni 1906，第275頁.
4. 1 2  Périni 1906，第274頁.
5. 1 2  Lynn 2002，第205頁.
6. 1 2  Lynn 2002，第206頁.
7. 1 2 3  Lynn 2002.
8. ↑  Van Nimwegen 2020，第199頁.
9. ↑  Van Nimwegen 2020，第199-200頁.
10. ↑  Van Nimwegen 2020，第201頁.
11. ↑  Guizot: A Popular History of France From The Earliest Times, Volume V
12. ↑  Wolf 1970，第560頁.
13. 1 2  Lynn 2002，第209頁.
14. ↑  Lynn 2002，第210頁.